# 安大成
安大成（朝鮮語: 안대성；英語: An Tae-Song；1993年10月21日—）朝鮮足球運動員。入選過朝鮮國家青年足球隊、朝鮮國家奧運足球隊和朝鮮國家足球隊。現在效力朝鮮足球聯賽球會4.25体育团。

## 簡歷
安大成在2014年首次入選朝鮮國家足球隊，在對伊拉克國家足球隊中首次正選上陣，其比賽最後以0比2落敗。此前，2009年入選朝鮮國家青年足球隊參與了2010年亞足聯U19青年足球錦標賽預選賽，分別對關島國家青年足球隊和菲律實國家青年足球隊以正選身分上陣，成功取得晉級資格。
另外，他在2012年入選了朝鮮國家奧運足球隊參加2013年亞足聯U22錦標賽資格賽，其後參加了2013年東亞運動會足球比賽，但沒有上陣，而朝鮮國家奧運足球隊在該屆第一次獲得金牌，而這場比賽是最後一屆東亞運動會足球比賽，也是最後一次金牌。2014年代表朝鮮參加2014年亞足聯U22錦標賽，未能成功在小組出線而出局，之後參加了2014年亞洲運動會足球比賽，分別對巴基斯坦國家奧運足球隊和印尼國家奧運足球隊以替補身分上陣，而朝鮮國家奧運足球隊在該屆首次進入四強，在金牌戰加時賽被韓國國家奧運足球隊絕殺，獲得銀牌。2016年再代表朝鮮參加2016年亞足聯U23錦標賽，在分組賽對沙特阿拉伯國家奧運足球隊和泰國國家奧運足球隊中先後打平對方，以得失球差晉級半準決賽，及後在半準決賽對卡塔爾國家奧運足球隊中於加時賽負給對方，沒能成功晉級準決賽。
安大成除了代表國家隊參與賽事外，還代表所屬球會4.25體育團參與2017年亞洲足協盃，並在分組賽賽事中上陣，協助球會晉級跨區準決賽。2018年，代表所屬球會4.25體育團參與2018年亞洲足協盃，先後在分組賽和淘汰賽中上陣，但對土庫曼超級足球聯賽球會阿恩艾沙的跨區決賽中落敗而未能晉級。

## 職業生涯統計
| 球會表現 | 球會表現 | 球會表現          | 聯賽 | 聯賽 | 足總盃 | 足總盃 | 聯賽盃 | 聯賽盃 | 洲際賽 | 洲際賽 | 總數 | 總數 |
| 球季     | 球會     | 聯賽              | 出場 | 入球 | 出場   | 入球   | 出場   | 入球   | 出場   | 入球   | 出場 | 入球 |
| 北韓     | 北韓     | 北韓              | 聯賽 | 聯賽 |        |        |        |        | 亚洲赛 | 亚洲赛 | 總數 | 總數 |
| -------- | -------- | ----------------- | ---- | ---- | ------ | ------ | ------ | ------ | ------ | ------ | ---- | ---- |
| 2013     | 4.25     | 朝鮮足球聯賽 甲級 | ?    | ?    | –      | –      | N/A    | N/A    | –      | –      | ?    | ?    |
| 2014     | 4.25     | 朝鮮足球聯賽 甲級 | ?    | ?    | –      | –      | N/A    | N/A    | –      | –      | ?    | ?    |
| 2015     | 4.25     | 朝鮮足球聯賽 甲級 | ?    | ?    | –      | –      | N/A    | N/A    | –      | –      | ?    | ?    |
| 2016     | 4.25     | 朝鮮足球聯賽 甲級 | ?    | ?    | –      | –      | N/A    | N/A    | –      | –      | ?    | ?    |
| 2017     | 4.25     | 朝鮮足球聯賽 甲級 | ?    | ?    | –      | –      | N/A    | N/A    | 2      | 0      | ?    | ?    |
| 2017–18  | 4.25     | 朝鮮足球聯賽 甲級 | ?    | ?    | –      | –      | N/A    | N/A    | 9      | 0      | ?    | ?    |
| 總和     | 北韓     | 北韓              | ?    | ?    | –      | –      | N/A    | N/A    | 11     | 0      | ?    | ?    |

## 榮譽

### 國家隊
朝鮮U-23
- 東亞運動會足球比賽金牌：2013年；

### 球會
4.25體育團
- 朝鮮足球甲組聯賽冠軍（4）：2013年、2015年、2017年、2017–18年；
- 白頭山獎運動會冠軍：2017年；
- 萬景台獎運動會冠軍（2）：2014年、2015年；
- 普天堡火炬獎運動會冠軍：2014年；
- 火炬盃冠軍（4）：2013年、2014年、2015年、2016年；

### 個人
- 朝鮮足球甲組聯賽冠軍最佳门将：2017–18年；